# اليهودي سوس (فلم 1934)
اليهودي سوس أو جيو سوس (بالإنجليزية: Jew Süss) ، هي فيلم سينمائي بريطاني من نوع دراما ورومانسية، أنتجت سنة 1934م، وتتحدث القصة عن شخصية يهودية يدعى جوزيف سوس أوبنهايمر وهو رجل أعمال يهودي ورجل مصرفي، كان يقوم بسرقة الأموال العامة واحتكار التجارة والعمالة للخارج، قبض عليه وحوكم بتهمة الخيانة ونهب المال العام، وأعدم بالمشنقة أمام العامة.